# Calm After the Storm
Calm After the Storm – singiel holenderskiego duetu The Common Linnets wydany w 2014 i umieszczony na albumie, również zatytułowanym The Common Linnets (2014). Utwór został napisany przez Ilse DeLange, Jana Barta Meijersa, Robiego Crosby'ego, Matthew Crosby'ego i Jake'a Etheridge'a.
W 2014 utwór reprezentował Holandię podczas 59. Konkursu Piosenki Eurowizji i zajął drugie miejsce w finale.
W 2015 utwór został uznany jednym z pięciu utworów stworzonych przez holenderskich autorów, które odniosły największy sukces komercyjny w poprzednim roku.

## Historia utworu

### Nagrywanie
W 2014 Ilse DeLange postanowiła rozpocząć nowy projekt muzyczny, do którego zaprosiła różnych muzyków, w tym Waylona, z którym nawiązała współpracę. Wokaliści poznali się już w czasach młodzieńczych, oboje popularyzowali muzykę country w kraju. Ostatecznie, nadali sobie nazwę The Common Linnets oraz zaczęli pracę nad materiałem na swój debiutancki album The Common Linnets, inspirowany muzyką Emmylou Harris, Johnny'ego Casha, projektu Crosby, Stills, Nash and Young i Jamesa Taylora. Debiutanckim utworem DeLange i Waylona został kawałek „Calm After the Storm”, natomiast krajowa premiera całego albumu odbędzie się 9 maja 2014 roku.
Utwór został skomponowany i napisany przez wokalistkę duetu, Ilse DeLange, a także przez Jana Barta Meijersa, Roba Crosby'ego, Matthew Crosby'ego i Jake'a Etheridge'a. Numer nagrali Meijers, Fieke van den Hurk, Felix Tournier i Ronald Prent. Singiel został wydany 21 marca 2014, kilka dni po premierze utworu w programie De wereld draait door. Za miks utworu odpowiedzialni byli Ronald Prent, Felix Tournier, natomiast za mastering – Darcy Proper.

#### Nagranie
W sesji nagraniowej wzięli udział:
- Ilse DeLange, Waylon – wokal
- Jan Bart Meijers – gitara, gitara basowa, keyboard
- Paul Franklin – elektryczna gitara stalowa

### Teledysk
Teledysk do piosenki opublikowano 18 marca 2014.

### Konkurs Piosenki Eurowizji 2014
25 listopada 2013 holenderski nadawca publiczny AVROTROS poinformował, że duet The Common Linnets został wybrany wewnętrznie na reprezentanta Holandii podczas 59. Konkursu Piosenki Eurowizji w 2014. 12 marca w programie De wereld draait door artyści ogłosili tytuł singla oraz zaprezentowali przedpremierowo całą piosenkę. Dzień później odbyła się radiowa premiera singla. 6 maja duet wystąpił podczas pierwszego półfinału Eurowizji i zakwalifikował się do finału, w którym zajął ostatecznie drugie miejsce.

## Lista utworów
Holandia (CD Single)
1. „Calm After the Storm” – 3:07

## Wydanie na albumach
| Album                                     | Data             | Wytwórnia       | Format | Nr utworu | Źródło |
| ----------------------------------------- | ---------------- | --------------- | ------ | --------- | ------ |
| The Common Linnets                        | 9 maja 2014      | Universal Music | 1 CD   | 1         | [ 10 ] |
| Eurovision Song Contest – Copenhagen 2014 | 14 kwietnia 2014 | CMC             | 2 CD   | 9 (CD 2)  | [ 11 ] |

## Notowania na listach przebojów
| Kraj            | Lista (2014)                   | Miejsce |
| --------------- | ------------------------------ | ------- |
| Belgia          | Ultratop 50 Singles (Flandria) | 1       |
| Holandia        | Single Top 100                 | 1       |
| Islandia        | Singles Top 30                 | 1       |
| Austria         | Singles Top 75                 | 2       |
| Dania           | Singles Top 40                 | 2       |
| Holandia        | Dutch Top 40                   | 2       |
| Szwajcaria      | Singles Top 75                 | 3       |
| Niemcy          | Singles Top 100                | 3       |
| Irlandia        | Singles Top 100                | 4       |
| Hiszpania       | Singles Top 50                 | 5       |
| Finlandia       | Singles Top                    | 6       |
| Szkocja         | Singles Top 100                | 8       |
| Wielka Brytania | Singles Top 100                | 9       |
| Belgia          | Ultratop 50 Singles (Walonia)  | 20      |
| Szwecja         | Singles Top 60                 | 36      |
| Australia       | Single Top 50                  | 66      |
| Francja         | Singles Top 100                | 102     |